# Kjonggongopszong Sportegyesület
A Kjonggongopszong Sportegyesület (hangul: 경공업성체육단, Kjonggongopszong Cshejuktan, handzsa: 輕工業省體育團, RR: Kyonggongopsong Ch'eyuktan, ’Könnyűipari Minisztérium Sportegyesülete’) észak-koreai, phenjan (pyongyang-)i székhelyű sportegyesület. 2009-ben megnyerték a Köztársasági Bajnokságot. Honpályájuk a Városi Stadion, ami 10 000 fő befogadására képes.

## Ismert (korábbi) játékosai
- Amir Husyaedah
- Cshö Mjongho (Choe Myong-Ho)
- Kim Cshorung (Kim Chol-Ung)
- Ri Gvanghjok (Ri Kwang-Hyok)[1]